# Dizer Não de Vez
Dizer Não de Vez é o sexto álbum de estúdio da banda portuguesa Xutos & Pontapés, editado em novembro de 1992. O álbum foi gravado nos Estúdios Valentim de Carvalho, com produção de Kalú e Fernando Rascão. O primeiro single editado foi o tema Chuva Dissolvente, que alcançou o 1º lugar no top de singles. O lado B inclui o tema inédito Lá, com a participação de Xana dos Rádio Macau.
Inicialmente concebido para ser um álbum maior, parte das canções acabaram por ser incluídas no álbum seguinte, Direito ao Deserto. A banda afirma que a divisão foi feita para cumprir o contrato com a Polygram, reconhecendo no entanto que a divisão teve impacto negativo no alinhamento e no conceito.

## Faixas
1. "Hás-de Ver"
2. "Lugar Nenhum"
3. "Poço de Salvação"
4. "Dia de S. Receber"
5. "Velha Canção da Cortiça"
6. "Estupidez"
7. "Chuva Dissolvente"
8. "Lei Animal"
9. "Alta Rotação"
10. "O Que Foi Não Volta a Ser"